# Моріц Фольц
Моріц Фольц (нім. Moritz Volz, нар. 21 січня 1983, Зіґен) — німецький футболіст, що грав на позиції захисника. По завершенні ігрової кар'єри — тренер.
Виступав, зокрема, за клуби «Арсенал», «Фулгем» та «Мюнхен 1860», а також молодіжну збірну Німеччини.

## Клубна кар'єра
Народився 21 січня 1983 року в місті Зіґен.
У дорослому футболі дебютував 2001 року виступами за команду «Арсенал», у якій провів два сезони. 
Згодом у 2003 році грав у складі команд «Вімблдон» та «Арсенал».
Своєю грою за останню команду привернув увагу представників тренерського штабу клубу «Фулгем», до складу якого приєднався 2003 року. Відіграв за лондонський клуб наступні п'ять сезонів своєї ігрової кар'єри. Більшість часу, проведеного у складі «Фулгема», був основним гравцем команди.
Протягом 2008—2012 років захищав кольори клубів «Іпсвіч Таун» та «Санкт-Паулі».
У 2012 році перейшов до клубу «Мюнхен 1860», за який відіграв 3 сезони. Завершив професійну кар'єру футболіста виступами за команду «Мюнхен 1860» у 2015 році.

## Виступи за збірні
У 2002 році дебютував у складі юнацької збірної Німеччини (U-20), загалом на юнацькому рівні взяв участь у 6 іграх, відзначившись одним забитим голом.
Протягом 2003–2006 років залучався до складу молодіжної збірної Німеччини. На молодіжному рівні зіграв у 20 офіційних матчах.

## Кар'єра тренера
Розпочав тренерську кар'єру, повернувшись до футболу після невеликої перерви, 2019 року, увійшовши до тренерського штабу клубу «РБ Лейпциг».
Наразі останнім місцем тренерської роботи був клуб «Галатасарай», у якому Моріц Фольц був одним з тренерів головної команди з 2022 по 2023 рік.